# Ковтонюк Іван Ананійович
Іван Ананійович Ковтонюк (* 3 серпня 1935 у с. Смолдирів Баранівського району Житомирської області — 5 серпня 2017, Київ) — український художник-живописець. Заслужений художник України (1985). Народний художник України (2009). Член Національної спілки художників України з 1977 р. Лауреат мистецької премії «Київ-2006» ім. С. Ф. Шишка, професор Національної академії образотворчого мистецтва і архітектури.

## Біографія
Народився у селянській родині. У 1955 році закінчив середню школу с. Суємці Баранівського району. У 1955—1958 рр. служив у лавах Радянської армії у в/ч 01957 (м. Ростов-на-Дону). 1958—1963 рр. — навчання у Ростовському-на-Дону художньому училищі ім. М. Б. Грекова [Архівовано 16 Лютого 2015 у Wayback Machine.], яке закінчив із відзнакою. 1963—1968 — навчання у Київському державному художньому інституті (нині — Національна академія образотворчого мистецтва і архітектури), майстерня проф. В. Г. Пузиркова.
З 1968 року працює на кафедрі живопису та композиції цього мистецького закладу.

## Творча діяльність
Творчу індивідуальність І. А. Ковтонюка, художника-живописця широкого творчого діапазону, вирізняють почуття високого патріотизму, цілеспрямованість в образотворчому втіленні значимих тем історії та сьогодення, життєва спостережливість, оригінальність композиційної фантазії, глибоке відчуття кольору та велика працездатність. Серед численних творів, що здобули широке громадське визнання та схвальні відгуки у ЗМІ — полотна: «Мирна весна» (1980), «Мати» (портрет, 1981) «Дідова земля» (1984), «Розмова» (1991), «Україно моя, Україно» (2001), живописні композиції на історичну тему «Ніч перед штурмом» (1974—1977 рр.), «Зустрічі на Лютіжському плацдармі» (1983), «Роки тривог» (1985), серія краєвидів України та Києва, написаних у 1990—2015 рр., «М. В. Гоголь» (портрет, 2009 р.), «Україно, великомученице святая» (2012 р.).
Художник впродовж багатьох років — незмінний учасник найпрестижніших всеукраїнських та міжнародних виставок, зокрема, виставки в Генконсульстві України в м. Стамбул (1995 р.), учасник і дипломант V і VI Міжнародних Рєпінських пленерів в м. Чугуєві, звітних художніх виставок 2004, 2005 рр.
- Брав участь у розписі Михайлівського золотоверхого собору (2009 р.). Зокрема, в стилі XI-XII ст. ним на високому професійному рівні написано чотири постаті: Святі Воїни Нестор і Мина, пророк Агей і прабатько Іофет.

Твори І. А. Ковтонюка зберігаються та експонуються в музеях України, приватних зібраннях Франції, Канади, США, Польщі, Китаю, Австралії, Німеччини та інших країн, їх репродукції публікуються у книжкових виданнях, журналах та газетах.

## Педагогічна діяльність
З 1968 року Ковтонюк І. А.— викладач Київського художнього інституту (нині — Національна академія образотворчого мистецтва і архітектури). Педагогічну роботу в Академії проводить на високому професійному рівні, творчо розвиває та втілює найкращі традиції Академії, користується авторитетом у колективі та серед студентів. Серед його учнів — молодий, талановитий художник Роман Петрук.

## Нагороди
- Хвальна грамота із занесенням до Хвальної книги Академії — за значний особистий внесок у розвиток Академії, досягнення у навчально-творчому процесі та науково-методичному забезпеченні підготовки мистецьких кадрів (постанова вченої ради Академії від 18 травня 2005 року);
- Звання «Заслужений художник України» (1985);
- Почесна грамота Кабінету Міністрів України (2005);
- Почесна відзнака Міністерства культури України (2007);
- Звання «Народний художник України» (2009).

## Художня галерея

І. Ковтонюк. "Каменяр. І.Я.Франко", 2016І. Ковтонюк. "Каменяр. І.Я.Франко", 2016
І. Ковтонюк "Україно, великомученице святая...", 2012-2013І. Ковтонюк "Україно, великомученице святая...", 2012-2013
І. Ковтонюк "Мати", 1980І. Ковтонюк "Мати", 1980
І. Ковтонюк "Україно моя, Україно", 2001І. Ковтонюк "Україно моя, Україно", 2001
І. Ковтонюк "Різдвяна ніч", 2003І. Ковтонюк "Різдвяна ніч", 2003
І. Ковтонюк "Андріївський узвіз", 1992І. Ковтонюк "Андріївський узвіз", 1992
І. Ковтонюк "М.В. Гоголь", 2009І. Ковтонюк "М.В. Гоголь", 2009
І. Ковтонюк "Річка Снов. Седнів", 2007І. Ковтонюк "Річка Снов. Седнів", 2007
І. Ковтонюк "Роки тривог", 1984-1985І. Ковтонюк "Роки тривог", 1984-1985
І. Ковтонюк "Кипариси", 1993І. Ковтонюк "Кипариси", 1993
І. Ковтонюк "Гурзуф. Скелі у бухті А.П. Чехова", 2007І. Ковтонюк "Гурзуф. Скелі у бухті А.П. Чехова", 2007
І. Ковтонюк "Спека", 1972.jpgІ. Ковтонюк "Спека", 1972.jpg
І. Ковтонюк "Конкур", 1983І. Ковтонюк "Конкур", 1983
І. Ковтонюк "Мирна весна", 1980І. Ковтонюк "Мирна весна", 1980

## Публікації про художника

### В періодичних виданнях
1. Пекаровський М. У велике мистецтво // Культура і життя. — 1968. — 25 липня.
2. Кучеренко З. Не тільки про спорт / Зоя Кучеренко // Старт. — 1971. — 8 серпня.
3. Антоновський В. Студент Ленінградського інституту ім. Репіна в залах Академії мистецтв // Культура і життя. — 1969. — 17 квітня.
4. На Київському іподромі // Спортивна газета. — 1977. — 8 січня.
5. Говдя П. За дальше піднесення ідейно-художнього рівня українського образотворчого мистецтва // Образотворче мистецтво. — 1978. — № 1. — С. 5—6.
6. Картина «Ніч перед штурмом» 1974—1977 рр. // Радянська Україна. — 1977. — 29 жовтня; Культура і життя. — 1977. — 30 жовтня.
7. Виставка українського образотворчого мистецтва у Москві // Образотворче мистецтво. — 1979. — № 3. — С. 5.
8. Виставка українського образотворчого мистецтва в Азербайджані // Образотворче мистецтво. — 1979. — № 5. — С. 7.
9. Шлейов В. Українська живописна Ленініана // Образотворче мистецтво. — 1980. — № 2. — С. 6—8.
10. Яскраві барви подвигу // Радянська Україна. — 1980. — 8 трав. — С. 2.
11. Серія «Ленінград» // Образотворче мистецтво. — 1980. — № 3. — С. 16; іл.
12. Юхимець Г. «Героїка нової ери» [тематичний живопис на виставці «Ленінським шляхом»] // Культура і життя. — 1981. — 3 лист.
13. Журавель О. Ретроспектива і перспектива // Культура і життя. — 1981. — 12 лист.
14. Мати // Образотворче мистецтво. — 1981. — № 3. — С. 16; іл.
15. Рубан В. Образ сучасника в творчості київських художників // Образотворче мистецтво. — 1982. — № 1. — С. 9.
16. Криволапов М. Розвиток історико-революційного жанру в сучасному українському живопису // Образотворче мистецтво. — 1982. — № 1. — С. 9—10 ; іл.
17. Сатаєва Т. Натхнення митця // Вечірній Київ. — 1982. — 21 квітня.
18. До нових вершин творчості // Образотворче мистецтво. — 1983. — № 1. — С. 1.
19. Олександрова І. В єдиному руслі мистецтва соціалістичного реалізму / І. Олександрова, М. Сердюк // Образотворче мистецтво. — 1983. — № 1. — С. 16.
20. Соловйов О. Живописний образ: задуми і реальність // Культура і життя. — 1985. — № 4. — С. 4.
21. Мартова Л. Репинские места — источник вдохновения художников // Новости Чугуева. — 2004. — Июль.
22. Головин С. Стартовал Репинский планер // Красная звезда. — 2004. — 3 июля.
23. Мартова Л. Полет творческой души // Новости Чугуева. — 2005. — Июль.
24. Саєнко Н. О. Щедрий мистецький ужинок // Урядовий кур'єр. — 2006. — № 51 (17 берез.).

### В книжкових виданнях та альбомах
1. Афанасьєв, Е. А. Ленінським шляхом : альбом. — К. : Мистецтво, 1979. — С. 7, 8; іл. с. 4.
2. Янко, Д. Г. Українська Ленініана : альбом / Д. Г. Янко, М. О. Криволапов. — К.: Мистецтво, 1980. — С. 39.
3. Рубан, В. Великий Жовтень у творах українських художників : комплект листівок. — К.: Мистецтво, 1980.
4. Афанасьєв, В. А. Українське радянське мистецтво 1960—1980 : нариси з історії українського мистецтва. — К. : Мистецтво, 1984. — С. 36, 59; іл.
5. Рубан, В. Портрет «Мать» // Советская живопись. — М.: Советский художник, 1984. — С. 172.
6. Рубан, В. В контексте времени [о некоторых особенностях портретной живописи в украинском искусстве]. — М.: Советский художник, 1984. — С. 172.
7. Янко, Д. Г. За матеріалами Республіканської художньої виставки «СРСР — наша Батьківщина» : альбом. — К.: Мистецтво, 1985. — С. 13.
8. Довідник членів Спілки художників України. — К., 1986. — С. 87.
9. Кудрицький, А. В. Митці України : енциклопедичний довідник. — К., 1992. — С. 87.
10. Кудрицький, А. В. Мистецтво України : біографічний довідник. — К., 1997. — С. 303.
11. Художники Києва : творчо-біографічний довідник. — К.: ІПРЕЗ, 2000. — С. 83.
12. Гарбузов, Т. Р. Истоки становления и развития художественного образования на Дону // Материалы Всероссийской научно-практической конференции. Сентябрь, 2001. — Ростов-на Дону, 2001. — С. 10.
13. Сповідуємо Україну: Всеукраїнська художня виставка до 10-ї річниці Незалежності України "Історія і сучасність в образотворчому мистецтві України: 1991—2001 //Образотворче мистецтво. — К., 2001. — С. 42; іл.
14. Твори професорів та студентів-стажистів Академії : альбом. — Академія, 2003. — С. 54.
15. Віктор Пузирков та його учні: 85-річчя з дня народження // Альбом-есе, 2003. — С. 12, 44.
16. Довідник членів Національної спілки художників України. — К., 2003. — С. 174.
17. Міжнародні Рєпінські пленери. Харківська організація спілки художників [творча характеристика]. — ТОВ «Майдан», 2004; іл.
18. Українська Академія мистецтва. — К., 2005. — Вип. 12. — С. 350.
19. Художники Києва: українське образотворче мистецтво 1991—2011 рр. — К.: Криниця, 2011. — С. 410, 411, 412, 520.

## Інтернет-ресурси
- Хто є хто в Україні [Архівовано 9 Квітня 2016 у Wayback Machine.]
- Ковтонюк Іван [Архівовано 28 Січня 2015 у Wayback Machine.]
- УКАЗ ПРЕЗИДЕНТА УКРАЇНИ № 810/2009 Про відзначення державними нагородами України діячів образотворчого мистецтва [Архівовано 21 Вересня 2013 у Wayback Machine.]
- Ковтонюк Иван Ананьевич
- Ковтонюк И. А. [Архівовано 28 Січня 2015 у Wayback Machine.]
- 3 августа. В этот день [Архівовано 4 Березня 2016 у Wayback Machine.]
- Ретроспектива выставки к 20-летию независимости в Украинском доме [Архівовано 28 Січня 2015 у Wayback Machine.]
- Україно, великомученице святая... Доки? Коментар автора
- Іван Ананійович Ковтонюк читає Шевченка
- Іван Ананійович Ковтонюк читає Шевченка
- Прочитання поезії Ліни Костенко «Але були поети для епох...»
- Прочитання «ЧИ МИ ЩЕ ЗІЙДЕМОСЯ ЗНОВУ?» Т. ШЕВЧЕНКА
- Прочитання «Давидові псалми» Т. Шевченка
- Народний художник України, проф. Іван Ананійович КОВТОНЮК зі студентами. 12 квітня 2017 р.